# François Lafortune (Sportschütze, 1896)
François Jacques Florentin Lafortune (* 10. Januar 1896 in Löwen; † unbekannt) war ein belgischer Sportschütze.

## Biografie
Lafortune hat an fünf Olympischen Spielen (Olympische Sommerspiele 1924, 1936, 1948, 1952 und 1960) teilgenommen, konnte dabei jedoch nie eine Medaille gewinnen. Sein bestes Resultat erzielte er bei den Spielen 1924 in Paris mit einem 11. Rang im Mannschaftswettbewerb mit dem Freien Gewehr. Im Einzel mit dem Freien Gewehr gelang ihm mit Rang 19 sein bestes Einzelresultat.
Neben ihm haben auch sein Bruder Marcel sowie sein Sohn François junior als Sportschützen an Olympischen Spielen teilgenommen. Sein anderer Bruder Hubert nahm als Turner 1920 teil.